# Pinus cembra
El pino cembro, pino cembra o cembro (Pinus cembra) es un árbol de hasta 25 m de altura que se caracteriza por presentar las acículas agrupadas por 5 en su correspondiente braquiblasto.

## Descripción

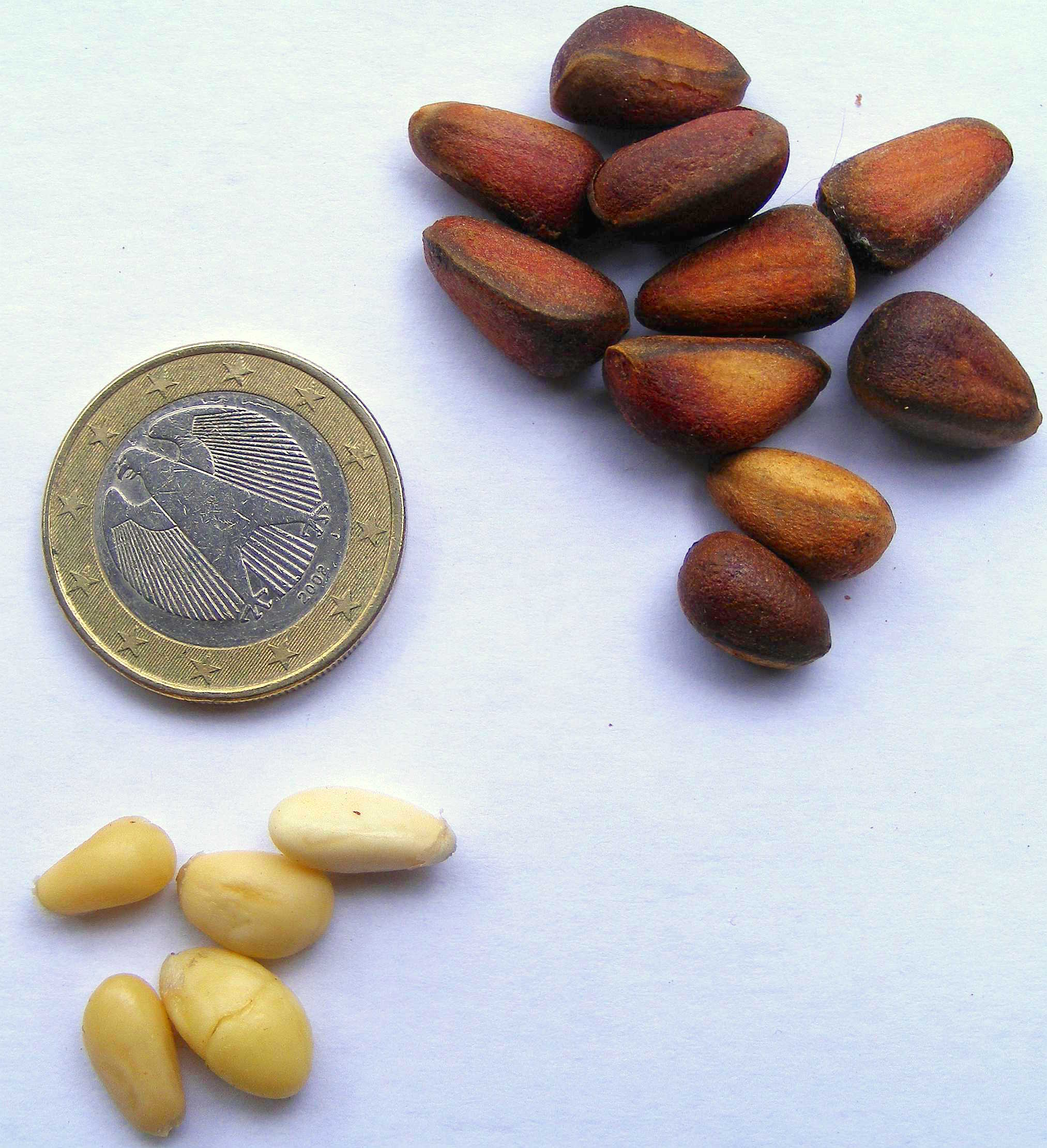
Piñones pelados y con cáscara.

Las piñas son indehiscentes y caen enteras al suelo, donde germinan los piñones. Sus semillas frecuentemente son esparcidas y enterradas por el cascanueces común.

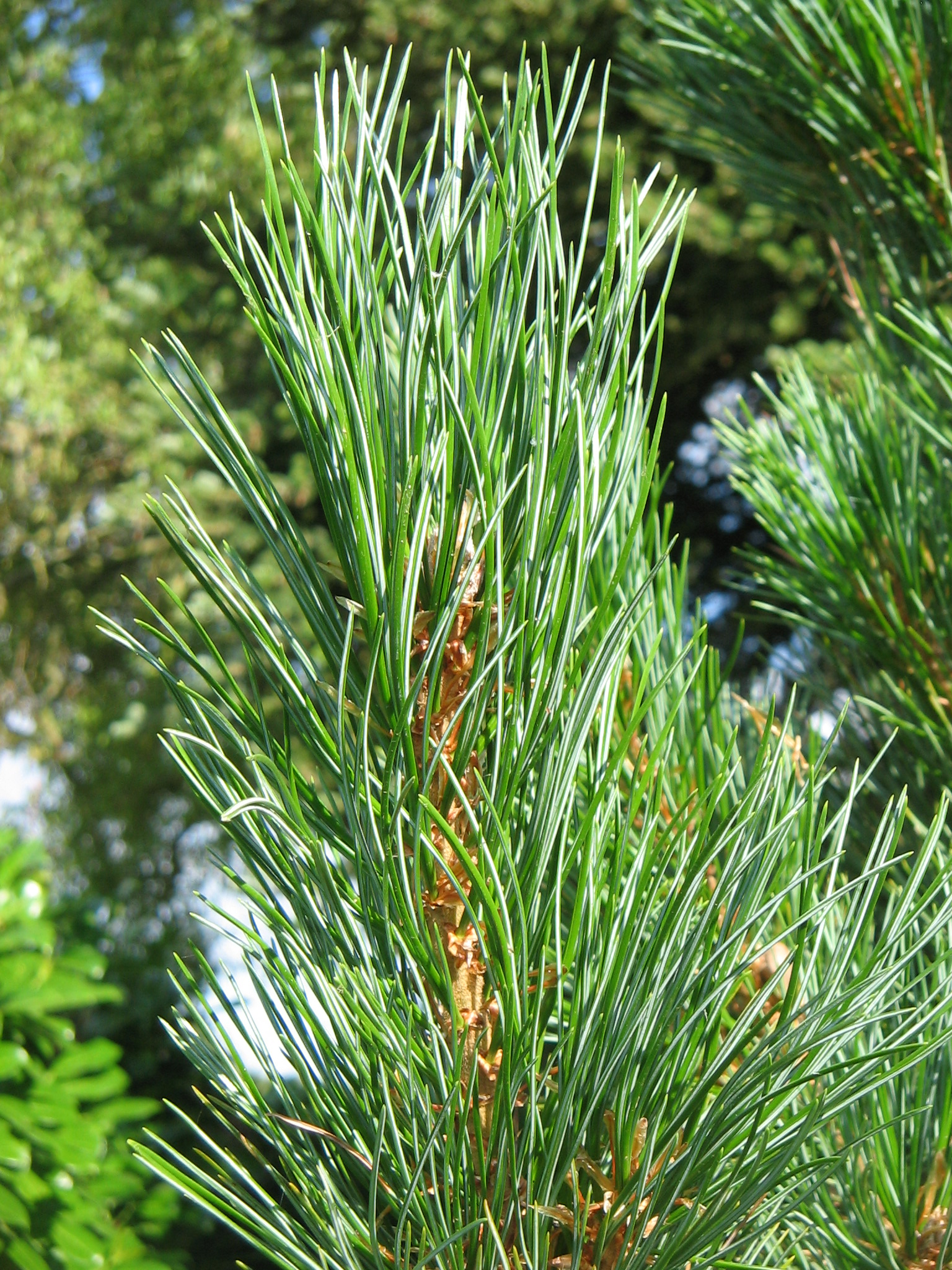
Las hojas están en grupos de cinco: P. cembra es el único pino europeo con esta característica.

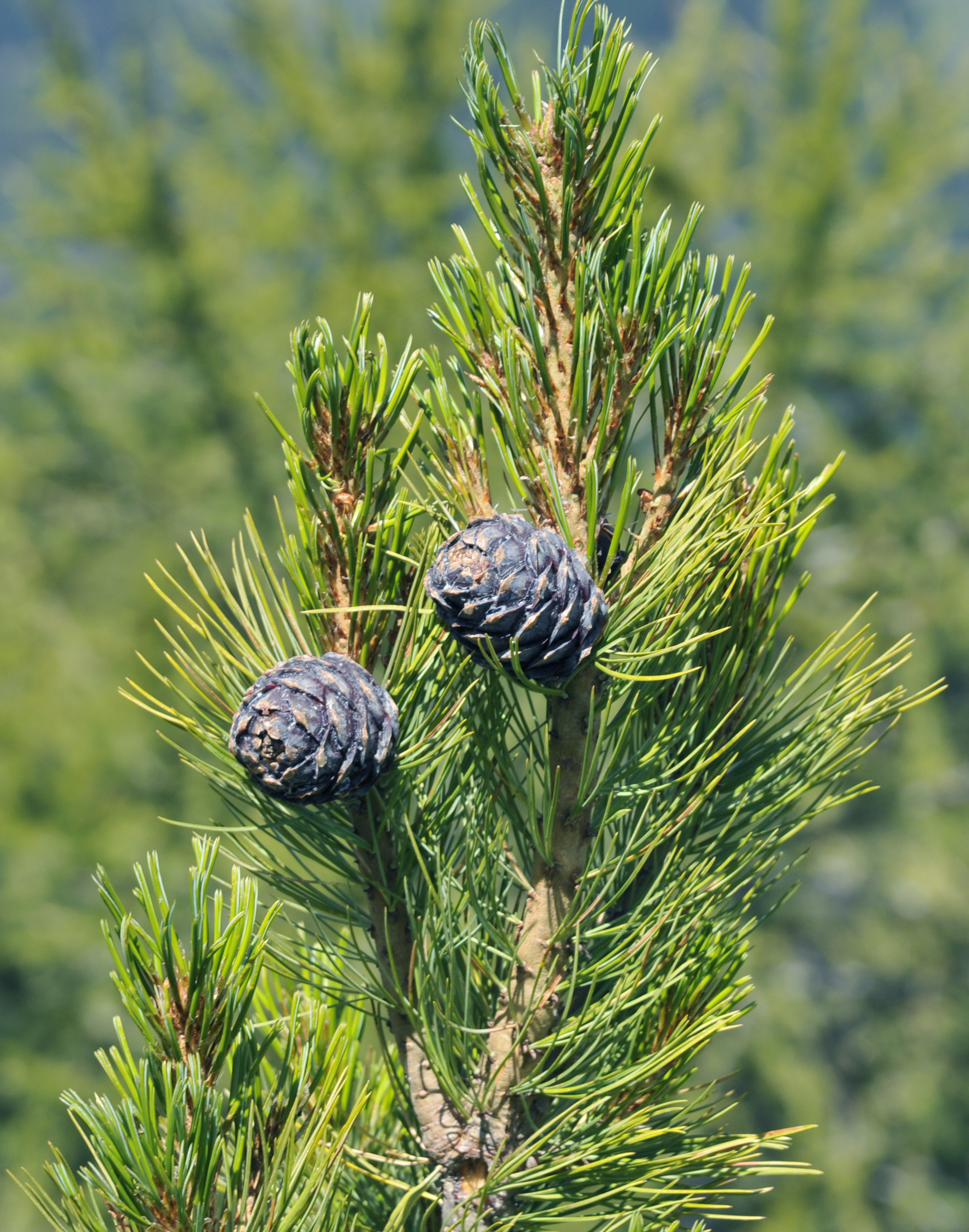
Estróbilos.

Habita de forma natural en las altas montañas de Europa central desde los Alpes a los Cárpatos, incluyendo Polonia (Montes Tatra), Suiza, Francia, Italia, Austria, Alemania, Eslovenia, Eslovaquia, Ucrania y Rumanía. El muy parecido Pinus sibirica, es tratado como una variedad o subespecie del cembro por algunos botánicos (Pinus cembra ssp. sibirica). Difiere en que tiene los estróbilos ligeramente más grandes y las acículas con tres canales de resina en lugar de los dos del cembro. El pinus sibirica habita en zonas de Rusia y Siberia, entre los 1.200 y 2.500 m s. n. m. de altitud.

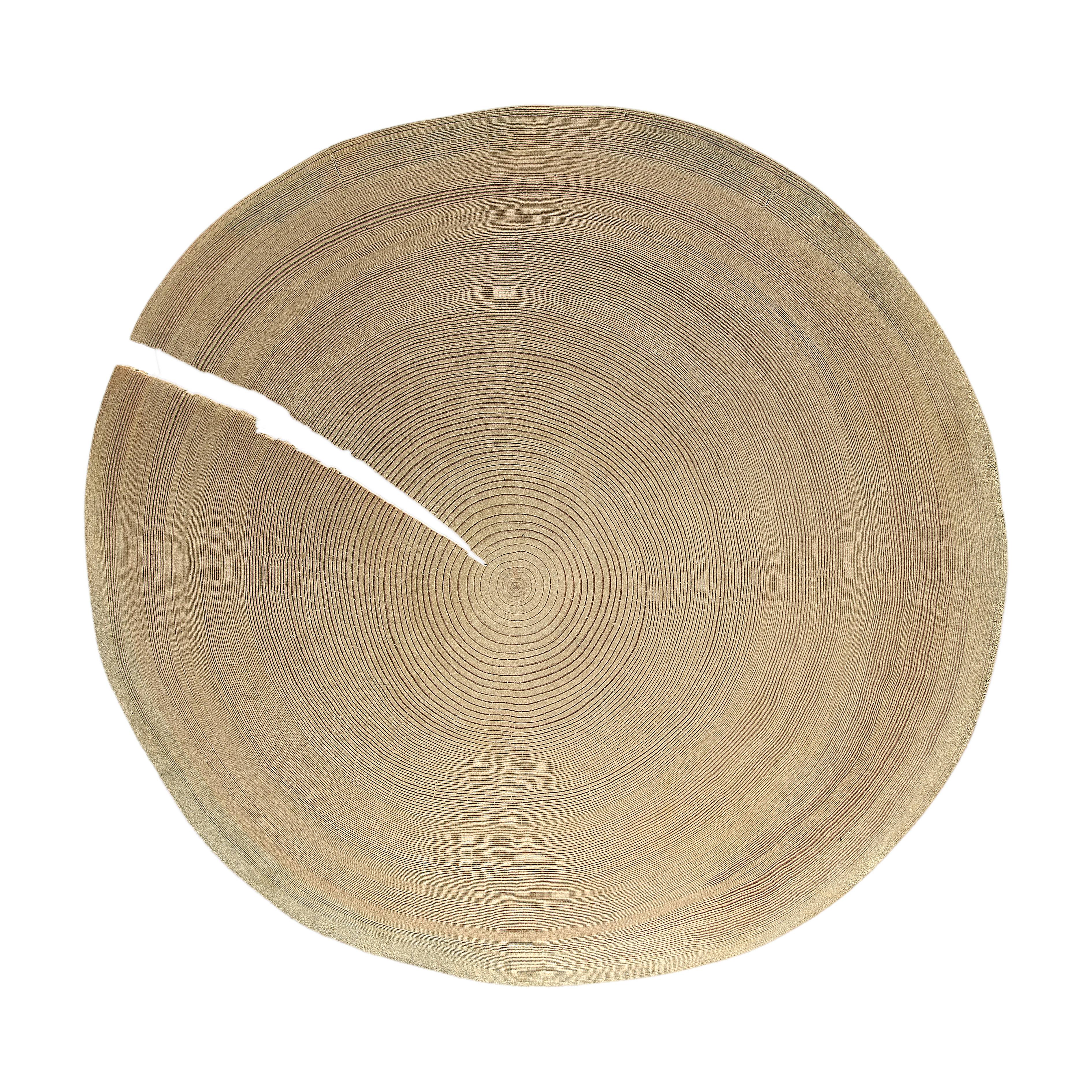
Pinus cembra

## Usos
El pino suizo es un popular árbol ornamental en parques y grandes jardines, dando un rápido crecimiento constante donde el clima es frío. Es muy tolerante del frío intenso del invierno, resistente a por lo menos -50 °C, y también a la exposición al viento. Las semillas también se cosechan y se venden como piñones y se puede utilizar para dar sabor al schnapps.
La madera es utilizada para las tallas en Val Gardena desde el siglo XVII. El cono del pino suizo era la insignia de la legión romana estacionada en Rhaetia en el 15 antes de Cristo, y por lo tanto se utiliza como heráldico (conocido como Zirbelnuss en alemán) en el escudo de armas de la ciudad de Augsburgo, el sitio de la fortaleza romana Augusta Vindelicorum.
También se utiliza a menudo en bonsái.

## Taxonomía
Pinus cembra fue descrita por Carlos Linneo y publicado en Species Plantarum, vol 2, p. 1000, 1753.
Etimología
- Pinus: nombre genérico dado en latín a los pinos.[5]
- cembra: neologismo latinizado a partir del dialecto cimbri, probablemente de una raíz del Alto Alemán zimbar, madera de construcción.[6]

Sinonimia
- Apinus cembra (L.) Neck. ex Rydb.
- Apinus cembra (L.) Neck.
- Cembra montana Opiz
- Pinea cembra (L.) Opiz
- Pinus cembra var. pendula J. Nelson
- Pinus humistrata Carrière
- Pinus montana Lam.
- Pinus montana Salisb.
- Strobus cembra (L.) Moldenke[7][8]